# محمد أكواز
محمد أكواز (بالتركية: Mehmet Akyüz) هو لاعب كرة قدم تركي في مركز نصف الجناح، ولد في 2 يناير 1986 في آدابازاري في تركيا. شارك مع منتخب تركيا تحت 19 سنة لكرة القدم. أما مع النوادي، فقد لعب مع أوفتاس سبور وتشايكور ريزه سبور وشانلي أورفا سبور وغنتشلربيرليغي وفتحية سبور ونادي بشكتاش ونادي بلدية آكهيسار سبور.

## وصلات خارجية
- محمد كوز على موقع الاتحاد الأوربي (الإنجليزية)
- محمد كوز على موقع اتحاد تركيا (لاعب) (الإنجليزية)
- محمد كوز على موقع قاعدة بيانات كرة القدم.إي يو (الإنجليزية)
- محمد كوز على موقع Soccerway.com (الإنجليزية)
- محمد كوز على موقع عالم كرة القدم.نت (الإنجليزية)